# Мухов (Мекленбург)
Мухов (нем. Muchow) — община в Германии, в земле Мекленбург-Передняя Померания.
Входит в состав района Людвигслуст. Подчиняется управлению Грабов. Население составляет 347 человек (на 31 декабря 2010 года). Занимает площадь 19,05 км².